# Orciano di Pesaro
Koordinaten: 43° 41′ N, 12° 58′ O
Orciano di Pesaro ist ein Ort und eine ehemalige italienische Gemeinde mit etwa 2006 Einwohnern (Stand 31. Dezember 2016) in der Region Marken in der Provinz Pesaro und Urbino im Hinterland, noch nahe am Meer und nicht weit entfernt von den bis zu 1700 m hohen Bergen.
Ortsteile sind Montebello, Rupoli und Schieppe. Orciano di Pesaro bildet seit 2017 zusammen mit den ehemaligen Gemeinden Barchi, Piagge und San Giorgio di Pesaro die neue Gemeinde Terre Roveresche. Die Nachbargemeinden sind Mondavio, Monte Porzio, Montemaggiore al Metauro, Sant’Ippolito und Serrungarina. Orciano di Pesaro liegt in einer Höhe von 264 m, hat eine Fläche von 23,78 km² und gehört zur Comunità montana del Metauro.

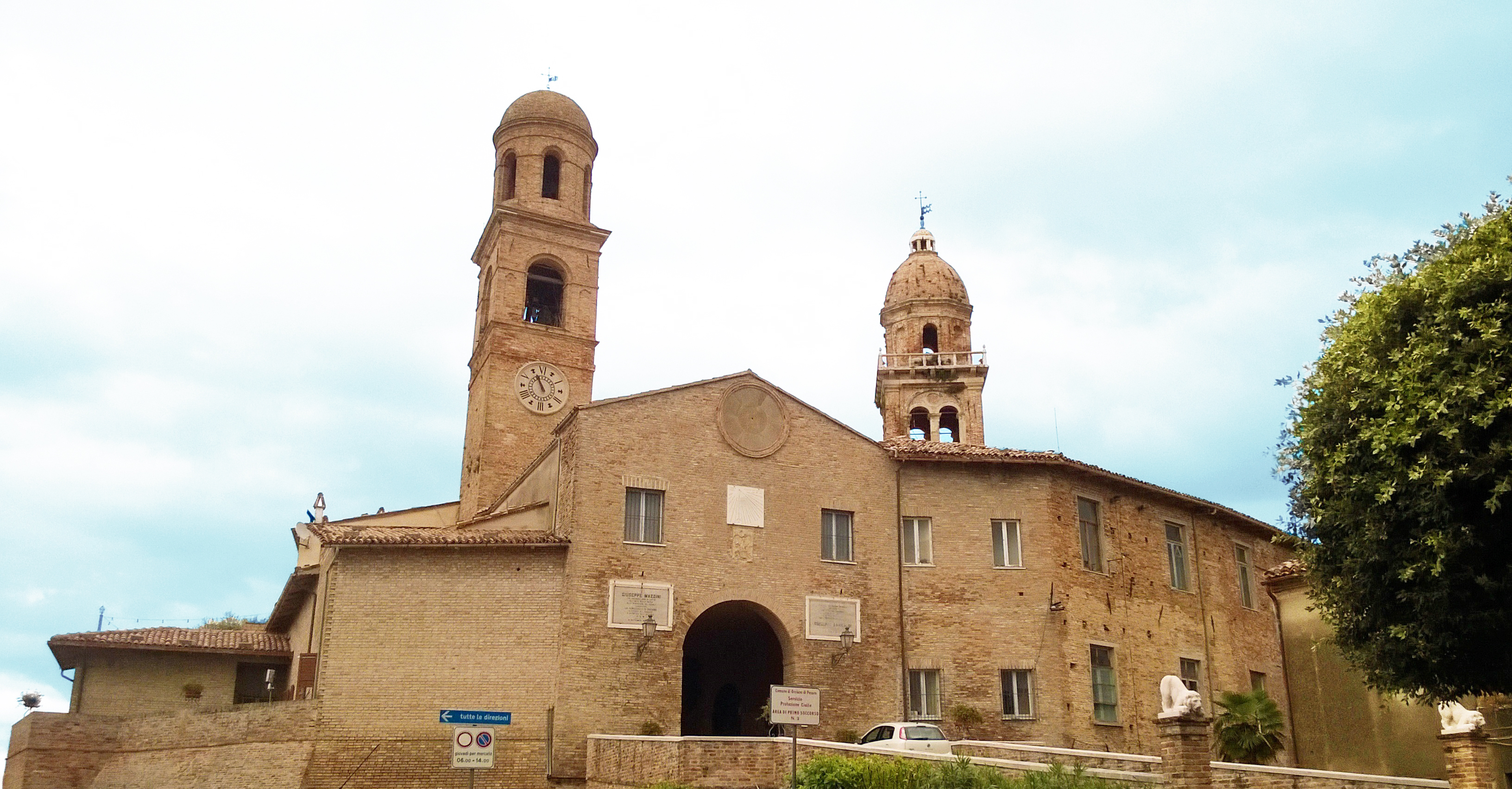
Blick auf die Türme

An zwei Türmen ist Orciano di Pesaro von weitem zu erkennen.
Eine der Sehenswürdigkeiten von Orciano ist die 40 Meter hohe Torre Civica mit dem Glockenturm, dessen Uhr alle Viertel-, Halbe- und Dreiviertelstunden, sowie die ganze Stunden schlägt. Das außergewöhnliche Zifferblatt hat nur einem Zeiger. So meinen sehr viele Besucher, die Uhr sei kaputt. Auf den zweiten Blick erkennt man auf dem Blatt sechs römische Ziffern und im inneren Kranz Stricheinteilungen für viertel, halb und dreiviertel, die Punkte zeigen die vollen Stunden an.